# A Little Bit Me, a Little Bit You
A Little Bit Me, a Little Bit You är en poplåt skriven av Neil Diamond, och lanserad som singel av The Monkees 1967. Låten var uppföljare till deras största hit "I'm a Believer" som också den komponerats av Diamond.
Michael Nesmiths komposition "The Girl I Knew Somewhere" valdes som b-sida till singeln. Låten var den första där medlemmarna i The Monkees fick spela sina instrument själva. De hade framfört klagomål på Don Kirshners stora inflytande över gruppen och att han insisterade på att använda studiomusiker på inspelningarna, vilket ledde till att den ursprungliga b-sidan "She Hangs Out" byttes till en egenskriven komposition. Den nådde på egen hand plats 39 på Billboardlistan. I Sverige blev denna låt mycket populärare än a-sidan och gick upp på förstaplats både på Tio i topp och Kvällstoppen.

## Listplaceringar
| Lista (1967)   | Position              |
| -------------- | --------------------- |
| Australien     | 4 (Go Set)            |
| Danmark        | 7 (DR "Top 20")       |
| Finland        | 9                     |
| Frankrike      | 42                    |
| Irland         | 6                     |
| Kanada         | 1 (RPM)               |
| Nederländerna  | 7                     |
| Norge          | 3 (VG-lista)          |
| Nya Zeeland    | 1 (NZ Listner)        |
| Spanien        | 3                     |
| Storbritannien | 3                     |
| Sverige        | 1 (Kvällstoppen)      |
| USA            | 2 (Billboard Hot 100) |
| Västtyskland   | 7                     |
| Österrike      | 4                     |